# Eduard Toldrà i Soler
Eduard Toldrà i Soler   (Vilanova i la Geltrú, 7 d'abril de 1895 - Barcelona, 31 de maig de 1962) fou un músic i compositor català, una de les figures més importants de la música catalana de mitjan segle xx. Hom l'ha considerat el gran arquitecte del renaixement musical català dels anys vint i un dels grans exponents del Noucentisme musical.
A banda de la seva faceta de compositor, fou també un excel·lent violinista, fundador del Quartet de corda Renaixement, que durant una reeixida dècada dugué a terme actuacions a Catalunya, a Espanya i a diverses capitals europees. Fou professor de violí i de direcció d'orquestra a l'Escola Municipal de Música de Barcelona, on s'havia format musicalment. I des de 1944 fins a la seva mort fou director titular de l'Orquestra Municipal de Barcelona.
Toldrà va marcar la seva personalitat en tots els camps de la música i, a més, fou un destacat diletant en altres vessants de la cultura, que practicà remarcablement: va escriure, dibuixar, fou un actor consumat i conreà intensivament la filosofia i l'humor per la via oral i escrita.
El fons personal d'Eduard Toldrà es conserva a la Biblioteca de Catalunya.

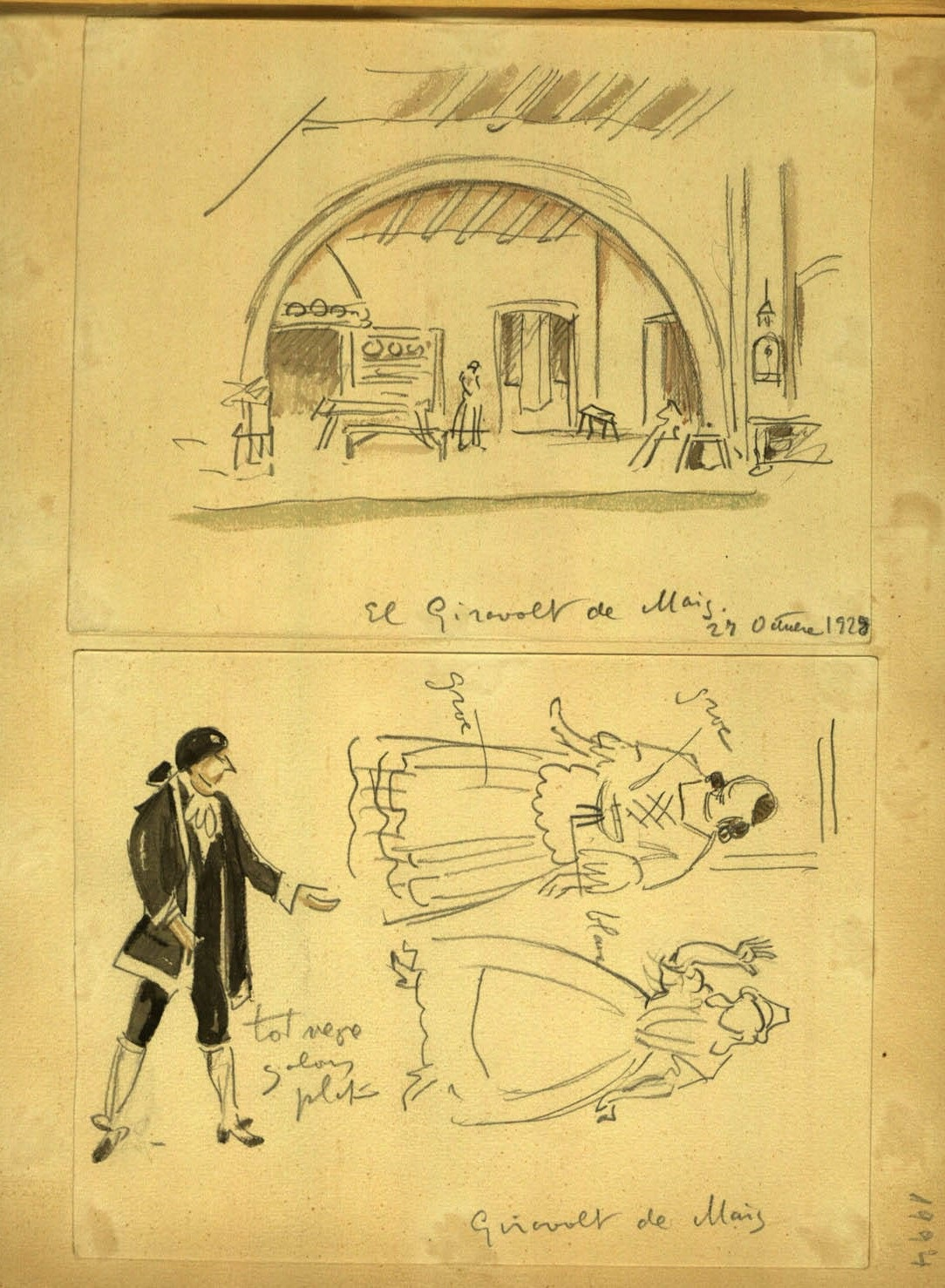
Dibuix de Joaquim Renart sobre el Giravolt de maig d'Eduard Toldrà

## Biografia

### Joventut

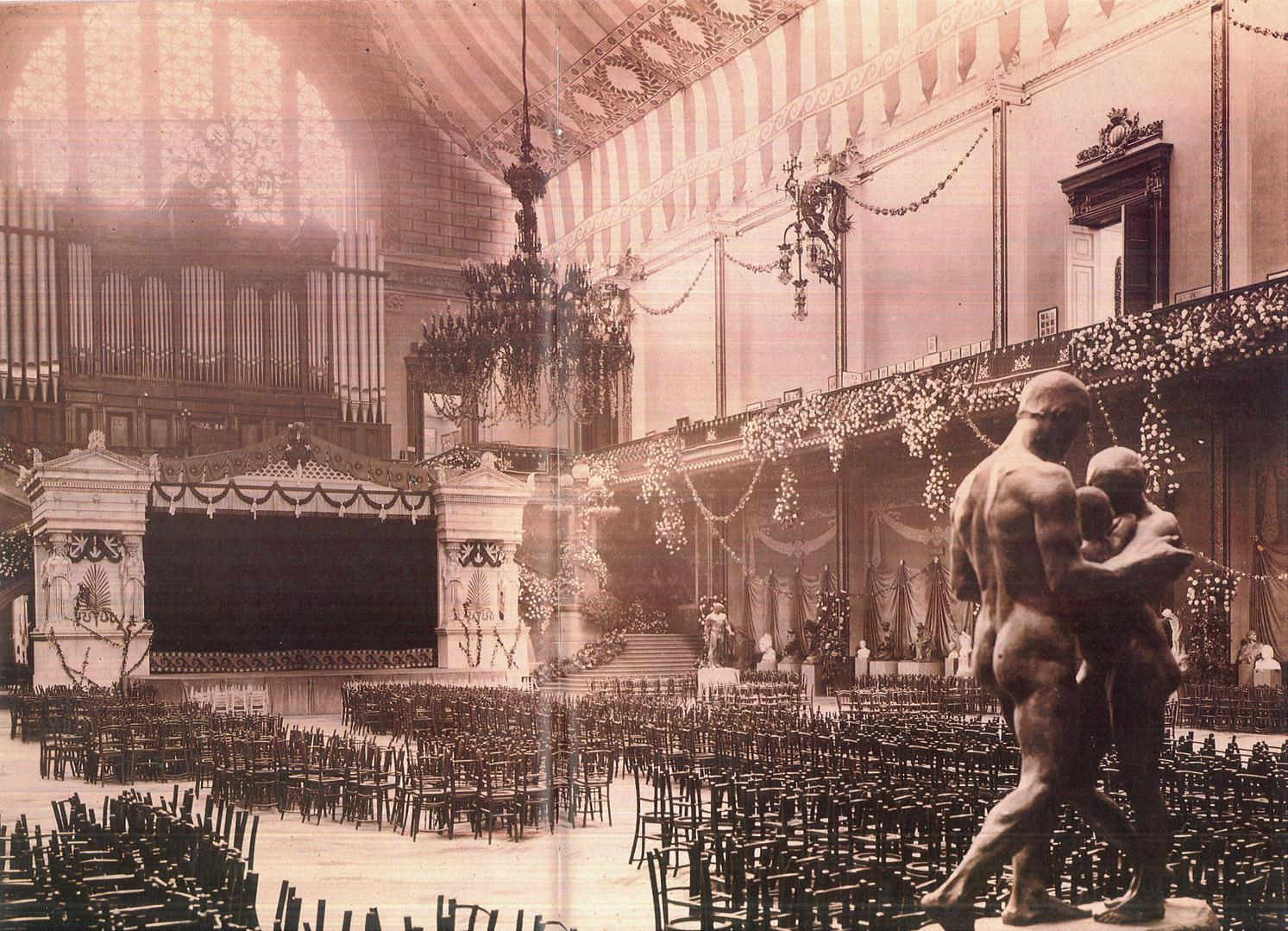
Interior del Palau de les Belles Arts el 1911

El seu pare, Francesc Toldrà i Carbonell, músic també, l'introduí ja de molt jove en el món de la música: als set anys ja debutà acompanyant-lo al violí. El seu pare era a més de músic, revolucionari i una mica bohemi, tres condicions que en aquell moment comportaven que el petit Eduard visqués una infància plena de privacions. El que possiblement va contribuir a modelar el seu caràcter.
El seu pare el va presentar en públic quan tot just tenia set anys, el dia 1 de novembre del 1902. El recital s'esdevingué, fora de programa, a la seu de La Unió Vilanovina, després del concert coral que havia dirigit aquest músic, poeta, periodista i pintor que tan aviat feia de mestre de formació professional com de director de l'Orfeó Vilanoví. El programa interpretat va ser molt característic dels gustos del segle xix, encara vigents llavors: dues composicions del seu pare titulades Rima de Bécquer i Posta de sol, a més del vals Guirnalda de rosas i el passacalle A la punta. L'any següent va interpretar una altra peça del pare, el popurri-fantasia Records del Coro, junt amb un duo de Mazas i una serenata de Gounod. Tanmateix, el jove Eduard ja va fer els recitals següents —Quaresma del 1904— amb un violí “tres-quarts”, i el 1905 va marxar de Vilanova per anar a estudiar a l'Escola Municipal de Música de Barcelona amb Rafael Gálvez.
A partir del 1907 va començar a tocar a l'orquestra del Teatre Còmic que dirigia Antoni Nicolau al Palau de les Belles Arts. Poc després, ja va oferir altres recitals solistes més seriosos (a Blanes, el 1909) i el 9 de febrer del 1912 va fer el seu primer recital important a l'Ateneu Barcelonès, acompanyat pel pianista Guillem Garganta. Més important encara va ser la seva tasca en el vessant de la música de cambra, amb el trio que va fer amb el violoncel·lista Antoni Planàs i l'esmentat Garganta, que va debutar el 26 d'abril del 1909, i —encara més— amb el Quartet Renaixement, des del 4 de juliol del 1911.
El 1905, quan l'Eduard tenia 10 anys, tota la família es traslladà a Barcelona i Eduard Toldrà començà els seus estudis de música, primer al Conservatori del Liceu i després a l'Escola Municipal de Música, on estudià solfeig amb el mestre Millet, violí amb Rafael Gálvez i harmonia amb Antoni Nicolau. Dos anys més tard comença la seva vida professional amb una variada actuació musical: suplències al Teatre Còmic, concertino d'una orquestra de sarsueles, actuacions diverses en teatres, cinemes i festes majors, recitals i concerts de música de cambra. Ben aviat debuta amb l'orquestra del Mestre Nicolau al Palau de Belles Arts de Barcelona. El 1912 guanyà el premi extraordinari de violí de l'Escola Municipal de Música amb el Concert per a violí núm. 2 de Max Bruch.

### Quartet Renaixement

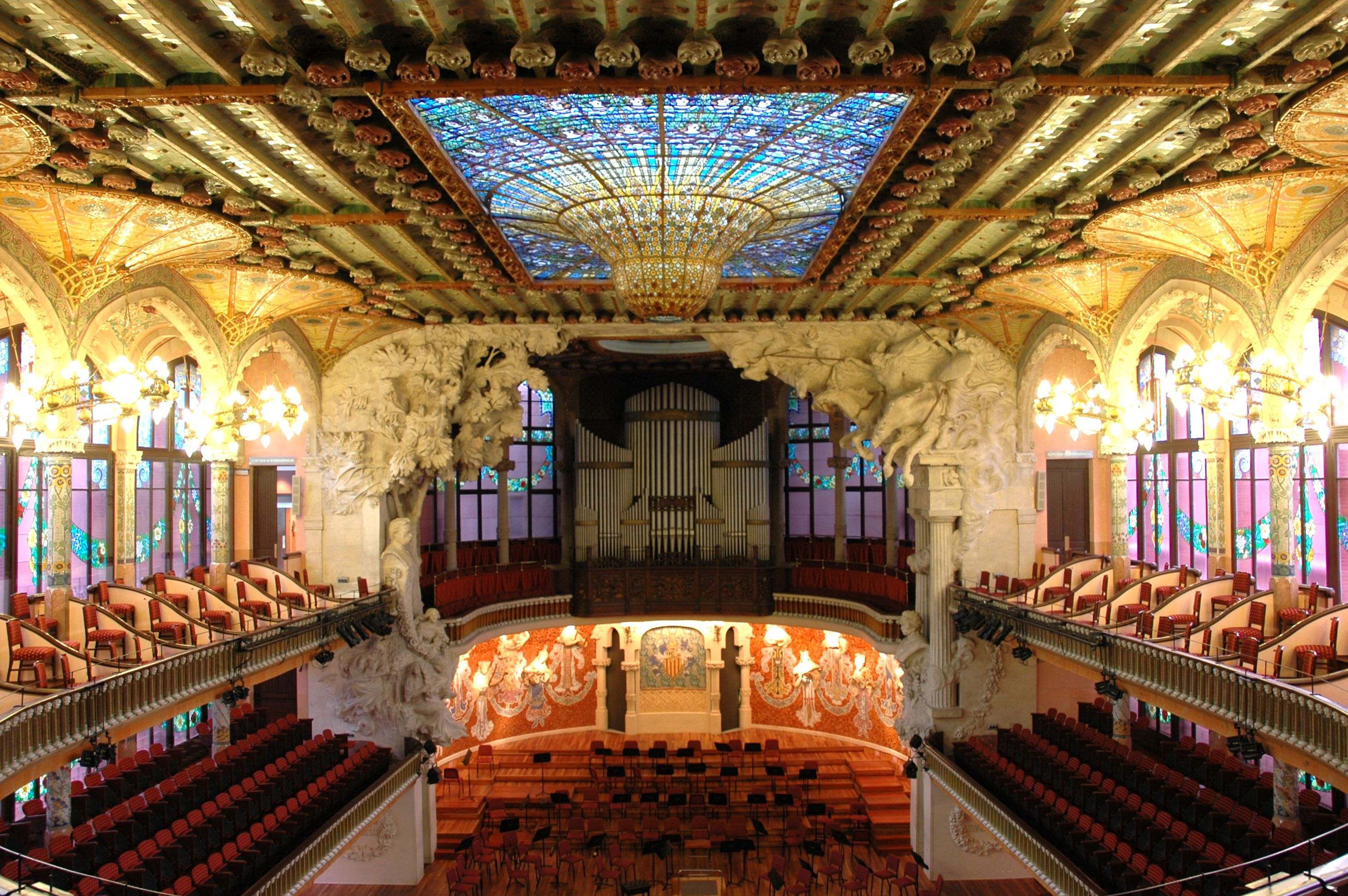
Interior del Palau de la Música Catalana

De 1911 a 1921, Eduard Toldrà consagrà molts dels seus esforços al Quartet Renaixement, format pels músics Lluís Sànchez, Antoni Planàs, Josep Recasens i ell mateix, fins a assolir un total de 209 concerts. La música de cambra és la que Toldrà sempre va preferir com a instrumentista, la qual va interpretar gairebé sempre. El Quartet es presentà en públic al Palau de la Música el febrer de l'any 1912, amb un destacadíssim èxit de crítiques. En menys d'un any, el Quartet ja havia actuat a Madrid i Saragossa, i obtingué una beca oficial per ampliar estudis a l'estranger per recomanació dels músics Bretón i Vives. L'octubre del 1913, el Quartet segueix la gira amb un èxit notable per París, Berlín i Viena. A París, Toldrà inicià la seva amistat amb Manuel de Falla i actuà en el domicili del mateix Maurice Ravel interpretant el cèlebre Quartet del compositor francès. El Quartet va donar a conèixer la música de cambra a tots els nivells, tant d'autors clàssics com contemporanis, així com del mateix Toldrà, que va compondre llavors obres celebrades, com Vistes al mar, premi Fundació Rabell (1920), inspirat en el conegut poema de Joan Maragall i possiblement la peça de cambra més coneguda del repertori català.

### Abans de la guerra: inspiració creadora

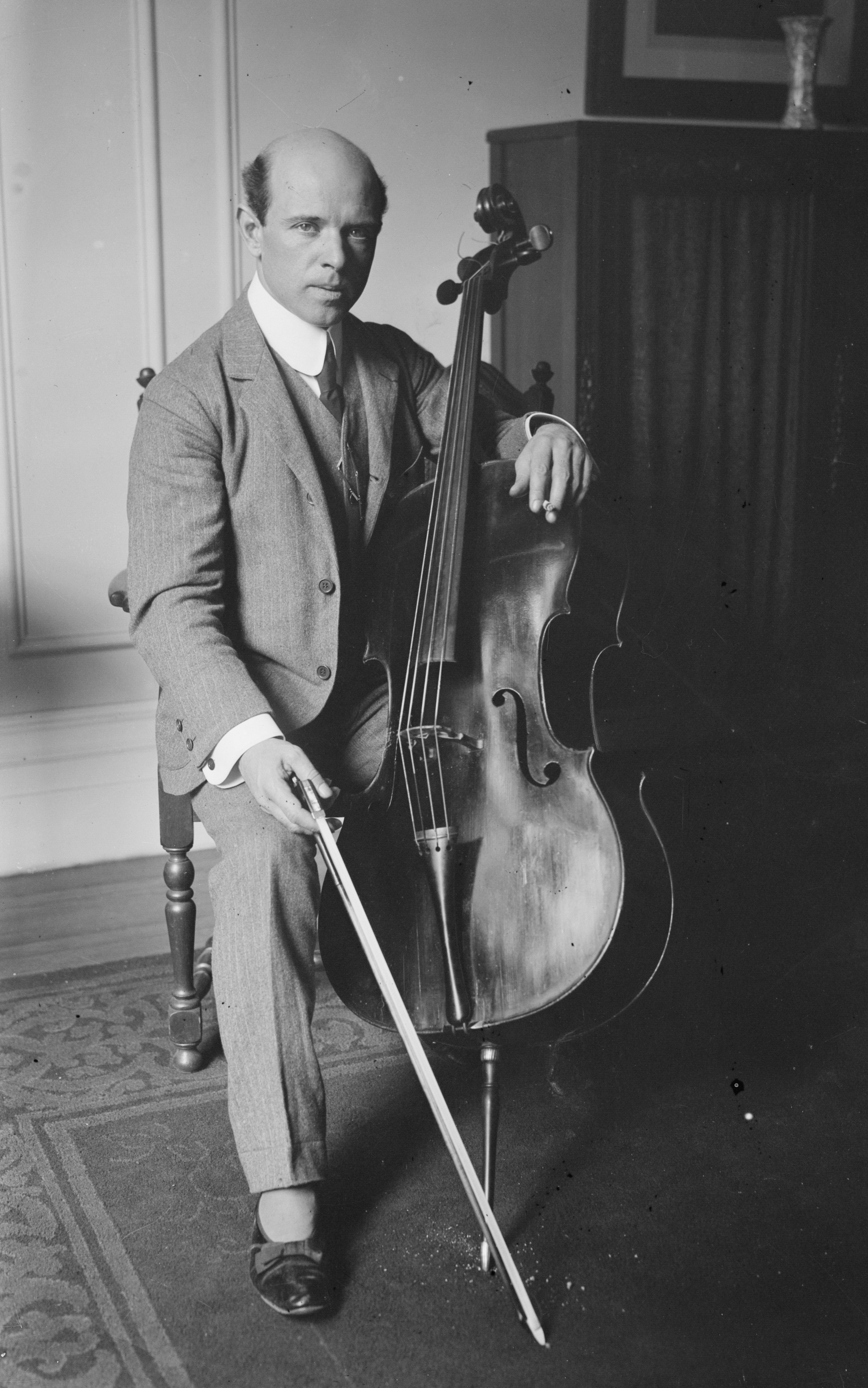
Pau Casals als anys 20

Si els primers anys Toldrà excel·lia com a violinista i amb el Quartet Renaixement viatjava per Europa, la Primera Guerra Mundial es va encarregar de limitar la seva carrera en el millor moment. L'inici de la guerra truncarà els viatges i farà retornar Toldrà i els seus companys a Barcelona. La fèrtil inspiració de Toldrà es va manifestar en la postguerra europea de 1914-1918. D'aquella època són els seus guardonats Sonets per a violí i piano, les seves composicions Empúries, Danses de Vilanova, La maledicció del comte Arnau, L'estudiant de Vic, Quartet en do menor, Suite per a orquestra i una quantitat considerable de sardanes de concert i de dansa. D'aquell període de fecunditat són també diverses obres memorables, com Romanç de santa Llúcia, Canticel, Cançó incerta, La rosa als llavis, cançons amb versos de Josep Maria de Sagarra (com Vinyes verdes vora el mar o Cançó de vela) i amb versos de Tomàs Garcés (com L'ombra del lledoner o Cançó de l'oblit), totes elles impregnades d'un lirisme personal incomparable. Quan Sagarra, Garcés o Carner publicaven un llibre, amb qui Toldrà hi tenia una enorme amistat personal, li enviaven un exemplar perquè en fes cançons. Amb Garcés l'amistat era tanta que en va ser padrí de casament, quan Toldrà es va casar amb la Maria Sobrepera i Vicens (1899-1985). En qualsevol cas, amb La rosa als Llavis (1936), sèrie de sis cançons per a veu i orquestra i que obtindrà el premi Isaac Albéniz atorgat per la Generalitat de Catalunya, Toldrà s'erigeix en el creador del lied català, amb una obra d'una gran sensibilitat i que ha estat difosa arreu del món, entre d'altres, per Victòria dels Àngels.
El 1922 estrenà al Palau una altra obra cabdal de la seva producció, els Sis Sonets, per a violí i piano. Aquesta obra, guanyadora del premi Patxot i Llagustera i que neix inspirada en sonets de Carner, Catasús, Alcover, Morera, Navarro i Guasch, destacà també pel seu lirisme i contenció, i pel tractament d'igual a igual que atorga als dos instruments.

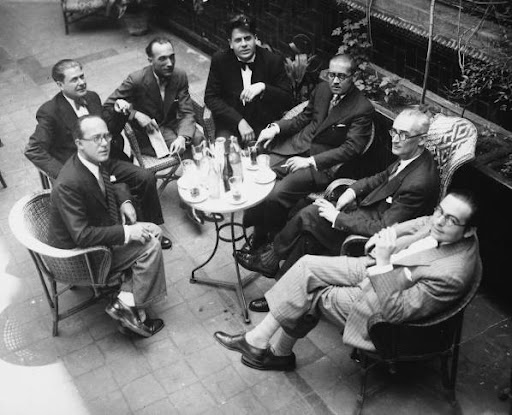
El Grup dels Vuit o Compositors Independents de Catalunya. D'esquerra a dreta: Robert Gerhard, Agustí Grau, Joan Gibert Camins, Eduard Toldrà, Manuel Blancafort, Baltasar Samper i Ricard Lamote de Grignon. Hi falta Frederic Mompou. (1931)

Però encara trobà temps per fer classes de música, compondre diverses obres, continuar fent actuacions de músic de cafè i dirigir (1916) l'Agrupació d'Instruments de Vent de l'Associació d'Amics de la Música. Ingressà com a professor auxiliar de violí a l'Escola Municipal de Música el 1923 (hi continuà quan es convertí en Conservatori Superior, i fins a la seva mort). L'any 1924 fundà l'Orquestra d'Estudis Simfònics (1924-1934), formada per instrumentistes no professionals. Pau Casals el convidà a dirigir la seva orquestra diverses vegades, primer en l'estrena d'obres d'en Toldrà (Suite en Mi el 1921, Empúries, el 1926, la versió simfònica de La maledicció del Comte Arnau el 1930) i el 1932 en l'estrena de La vida breve de Falla, amb presència de l'autor.
El 1928 estrenà, al Palau de la Música Catalana la seva òpera El giravolt de maig, amb llibret del poeta noucentista Josep Carner, figurins i decorats de Xavier Nogués, tres figures exemplars del Noucentisme, i amb els cantants Mercè Plantada, Concepció Callao, Emili Vendrell, Conrad Giralt, Joan Barrabés, Valentí Capdevila i Francesc Torra. També per a escena crearà La Filla del Marxant, un conjunt d'il·lustracions musicals amb text d'Adrià Gual i que serà presentat, només en part i en forma de suite, per l'Orquestra Pau Casals l'any 1934 sota la direcció del mateix Toldrà.
Durant la dècada de 1920 i de 1930, va col·laborar amb la Cobla Barcelona i va dirigir-la en diverses ocasions. La Cobla Barcelona, que va coincidir en les darreres dècades del Noucentisme, va estrenar algunes de les sardanes més emblemàtiques del seu catàleg: Cantallops, Coll forcat, Capvespre, Salou, Camperola, Tamariu, La fageda d'en Jordà, Cantallops, Faluga, El bac de les ginesteres o Atzavares i baladres, una sardana que Toldrà va compondre el 1929 i que va dedicar a la formació: «A l'admirable Cobla Barcelona, amb el millor afecte». L'1 de gener de 1927, la Cobla Barcelona, juntament amb la Cobla Antiga Pep de Figueras, i la Cobla Els Rossinyols de Castelló d'Empuries, va estrenar la impressió simfònica titulada La maledicció del Comte Arnau sota la batuta d'Eduard Toldrà al Palau de la Música Catalana.
Amb Manuel Blancafort, Robert Gerhard, Ricard Lamote de Grignon, Frederic Mompou, Baltasar Samper, Agustí Grau i Joan Gibert Camins, van formar l'anomenat Grup dels Vuit o Compositors Independents de Catalunya, que va tenir una vida efímera, entre el 1929 i el 1936, i que va encapçalar el nou moviment musical dins del corrent del Noucentisme.
El 1936 obtingué el premi Isaac Albéniz, instituït per la Generalitat de Catalunya, per La rosa als llavis (lletra de Salvat-Papasseit), que dedicà a la soprano Conxita Badia. Hagué d'esperar onze anys a estrenar-la, fins que la cantant no tornà de l'exili. També va compondre una trentena de sardanes.
Mentre preparava la posada en marxa de l'Orquestra Simfònica de la Generalitat va esclatar la Guerra Civil espanyola. L'agost de 1936 es va afiliar a la Secció de Músics d'Orquestra del Sindicat Únic d'Espectacles de la CNT. El sindicat li va encarregar que organitzés l'orquestra CNT-FAI i la banda musical del Comitè de Milícies Antifeixistes de Catalunya. L'orquestra CNT-FAI estava integrada per 85 músics i la dirigia el mateix Eduard Toldrà. La Banda del Comitè de Milícies Antifeixistes es va estrenar públicament el 30 d'agost de 1936 a la plaça de Catalunya.

### Després de la guerra: direcció

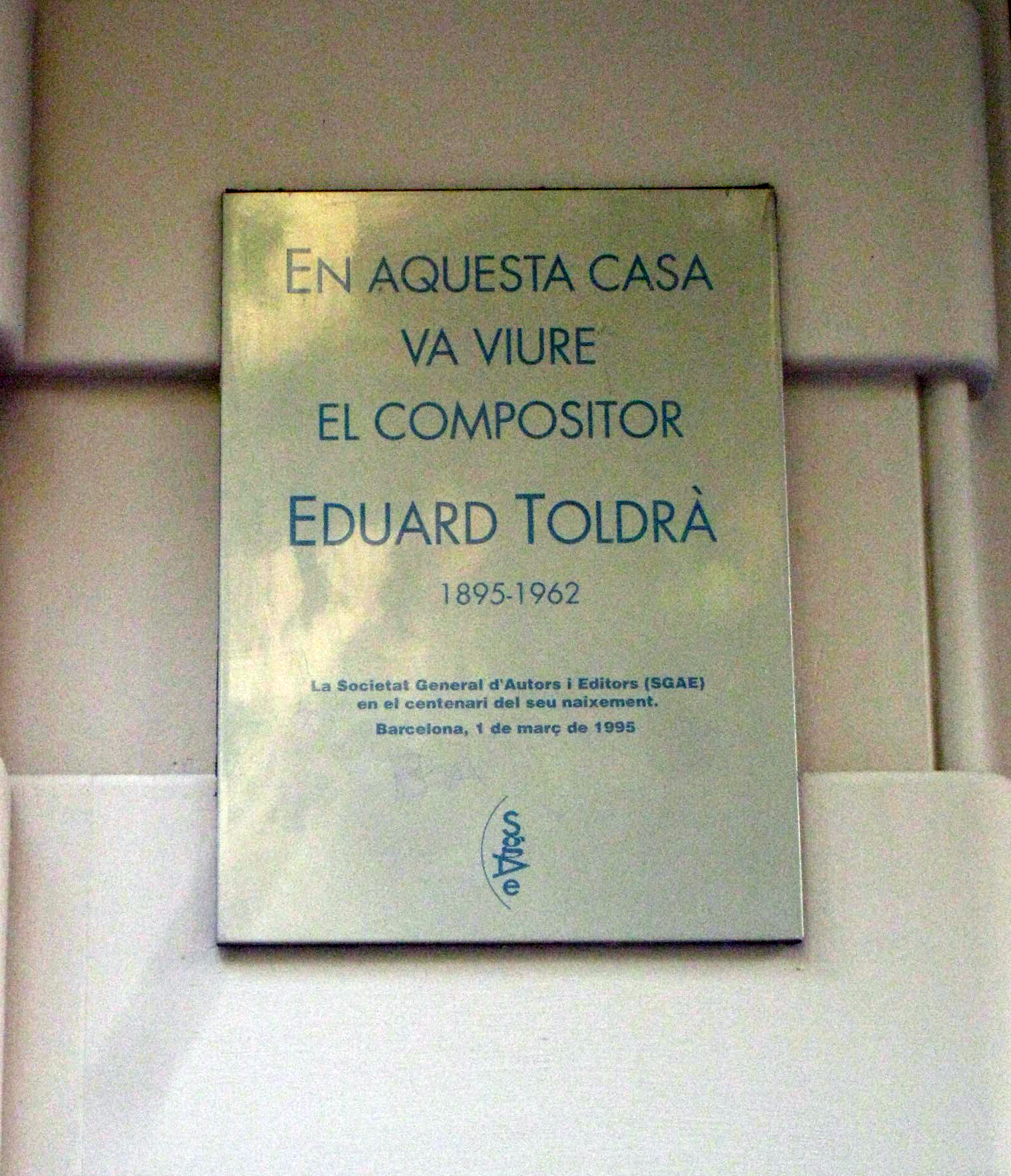
Placa en record de Toldrà a la casa de Barcelona on va viure, al carrer de Girona núm. 133, amb motiu del centenari del seu naixement

La Guerra Civil espanyola va trencar la seva executòria. La guerra va arruïnar tots els plans, com l'Orquestra Simfònica que havia dissenyat la Generalitat, totes les perspectives van quedar reduïdes al no-res i, ja amb 40 anys, va haver de començar de nou, a partir de zero, treballant de nou com a violinista i tocant sarsueles o el que sortia per guanyar-se la vida. Va haver de tornar a actuar com quan tenia 20 anys, aquesta vegada en el cafè Or del Rhin, tocant música comercial.
El 1941 li fou oferta la direcció de l'Orquesta Nacional de España de Madrid, que declinà, però el 1942 s'avingué a dirigir-la en una tongada de vuit concerts que foren un èxit rotund. Tomàs Carreras Artau, llavors ponent de cultura a l'Ajuntament de Barcelona, li va proposar la creació de l'Orquestra Municipal, amb ell mateix com a director, per tal de revitalitzar la vida musical de la ciutat, i el resultat va ser l'Orquestra Municipal de Barcelona, de la qual va ser nomenat primer director titular, i encapçalà en el seu concert de presentació el 31 de març del 1944. S'hi estigué els disset anys següents, 729 actuacions sota la seva batuta, en algunes de les quals dirigí a la seva neboda, pianista i com ell alumna de Millet, Enriqueta Garreta Toldrà.
Va assumir la direcció de l'orquestra amb un lliurament anímic total, malgrat totes les dificultats i mancances, que n'hi havia moltes. Amb instruments vells, sous baixos i dificultats constants. Quan es trobava una partitura calia fer les còpies a mà, una a una, per a cada músic de l'orquestra. No hi havia recursos ni fons per res, perquè l'Ajuntament només tenia voluntat oficial però no hi havia pressupost real per a l'orquestra. Toldrà era un compositor perfeccionista i minuciós i dedicava a les seves obres tota la seva atenció i llarg temps de maduració. Per aquest motiu, des de la seva immersió total en la direcció de l'Orquestra, la faceta de compositor va ser aparcada. Encara que no la de pedagog, que va desenvolupar brillantment com a professor del conservatori.
Toldrà va rebre propostes per dirigir orquestres fora d'Espanya o per fer concerts importants, ja que estava conceptuat com un dels més destacats violinistes de l'època. Eren ofertes realment temptadores, per la repercussió de la seva vessant artística i per suculentes avantatges pecuniaris. Ell sempre va decidir quedar-se a casa, perquè era un home molt del seu país, perquè estimava bojament la seva Orquestra i perquè estava acostumat a anar a tot arreu amb la seva dona i la seva filla.
Guanyà el Grand Prix du Disque de l'Académie Charles Cross per l'enregistrament de la versió integral de El sombrero de tres picos, de Falla, amb l'Orquestra Nacional de França, el 1958. L'any 1961, ja greument malalt, estrenà al Liceu la versió de concert d'Atlàntida, de Manuel de Falla i Ernesto Halffter, sobre el poema de Jacint Verdaguer. Quan va morir, el 1962, l'Orquestra Municipal de Barcelona havia aconseguit un bon nivell, i el món cultural tot just començava a recuperar-se. Els darrers dies, els amics i deixebles com Ros Marbà que l'anaven a veure i la figura de Frederic Mompou assegut al costat del llit, hores i hores sense dir res, només fent-li companyia. L'Orquestra Municipal va caure en declivi i va estar a punt de desaparèixer, fins que un nou pressupost la reconvertia en l'OCB, ara Nacional de Catalunya.
Al llarg de la seva carrera, el gran prestigi que gaudia va fer que hom el cridés per dirigir un gran nombre d'orquestres. A més de les ja esmentades, l'Orchestre Lamoreux de París, l'Orquesta Municipal de Bilbao, l'Orquesta Filarmónica de Madrid, l'Orquesta de Cámara de Madrid, i d'altres a Alemanya, Itàlia i Portugal.
Eduard Toldrà va efectuar la seva última actuació en públic com a violinista interpretant amb Francesc Costa el doble Concert de Bach en el Palau, el 19 maig 1950, acompanyats per l'Orquestra Municipal dirigida per Ernest Bour.

## Obres

### Teatre
- 1924 Quatre il·lustracions musicals per al drama de Lluís Masriera Un idil·li prop del cel o, pel juny, carabasses
- 1928 El giravolt de maig, òpera còmica en un acte amb llibret de Josep Carner
- 1951 Oh, Tossa!, himne per a l'espectacle teatral de Joan Oliver Quasi un paradís

### Música de cambra
- 1914 Quartet en do menor, per a quartet de corda
- 1920 Vistes al mar, per a quartet de corda, posteriorment adaptat a orquestra de cambra
- 1921 Sis sonets, per a violí i piano. Un d'ells, Ave Maria, adaptat també per a orquestra
- 1931 Les danses de Vilanova, per a quartet de corda, piano i contrabaix, adaptació de la seva glossa del 1921

### Música simfònica
- 1919 Suite en mi major
- 1926 Empúries (Invocació a l'Empordà), sardana lliure per a orquestra
- 1930 La maledicció del comte Arnau, impressió lírica per a orquestra, de la seva sardana del 1926
- 1934 La filla del marxant, suite escrita per al drama en tres actes d'Adrià Gual Lionor o la filla del marxant

### Cançons
Totes amb acompanyament de piano, llevat de les que s'indica altrament
- 1915 Menta i farigola, El rei Lear i Els obercocs i les petites collidores (Josep Carner), Festeig i Romança sense paraules (Joan Maragall)
- 1916 Matinal i La mar estava alegre (Joan Maragall)
- 1920 L'hort (Maragall) i Maig, Abril i Cançó d'un bell amor (Trinitat Catasús)
- 1923 Canticel (Carner) i Les garbes dormen al camp (Josep Maria de Sagarra)
- 1924 A l'ombra del lledoner (Tomàs Garcés), per a veu i orquestra, i Romanç de santa Llúcia i Vinyes verdes vora el mar (Sagarra)
- 1925 El gessamí i la rosa (Carner) i Cançó de l'amor que passa (Garcés)
- 1926 A muntanya, Cocorococ! i Recança (Carner), Camins de fada (Garcés) i Cançó de vela (Sagarra)
- 1927 Garba, premi Concepció Rabell, recull de sis peces: Platxèria (Salvat-Papasseit), La mar estava alegre (Maragall), Cançó incerta (Carner), Cançó de l'oblit (Garcés), Cançó de passar cantant (Sagarra) i Anacreòntica, de Clementina Arderiu. Aquesta darrera té versió per a veu i orquestra.
- 1929 Floreix l'ametller i Esplai (Ignasi Iglésias) i Divendres Sant (Carner)
- 1936 La rosa als llavis (Salvat-Papasseit), per a veu i orquestra, premi Albéniz
- 1940 La zagala alegre (Pablo de Jérica) i Mañanita de San Juan (Anònima del segle xvi)
- 1941 Nadie puede ser dichoso (Garcilaso de la Vega), Después que te conocí (Francisco de Quevedo), i Cantarcillo i Madre, unos ojuelos vi (Lope de Vega)
- 1947 Muntanya d'amor (Manuel Bertran i Oriola)
- 1951 As froliñas dos toxos Antonio Noriega
- 1958 Cançó per a fer dormir l'Eduard i Villancet, dedicades a la seva família
- 1960 Aquarel·la del Montseny (mossèn Pere Ribot), amb acompanyament de quartet de corda

### Sardanes i Música per a cobla
- 1912 Sardana per a flauta i piano
- 1917 Sol ponent
- 1918 Gentil Antònia
- 1919 Marinera
- 1920 Sardana revessa núm. 1 i La nuvolada
- 1921 Lluna plena, Sardana revessa núm. 2, Sardana revessa núm. 3, Mariona i la glossa Les danses de Vilanova
- 1922 L'hereu i la pubilla, La nevada, Esperança, Caterina d'Alió i Sol ixent
- 1923 Camperola
- 1924 La Ciseta, L'Hostal de la Peira, El bac de les ginesteres i la sardana per a piano Virolet
- 1925 Ofrena, La fageda d'en Jordà i Puig Neulós
- 1926 El roserar i el poema per a tres cobles i timbales La maledicció del Comte Arnau
- 1929 Atzavares i baladres
- 1930 Tamariu
- 1931 Cantallops
- 1932 Coll Forcat i Salou
- 1934 Faluga
- 1935 Perafita i Capvespre
- 1946 Vilanovina i Maria Isabel
- 1948 Mariàngela
- 1950 Vallgorguina

### Altres obres
- Adaptacions de cançons populars: El desembre congelat i d'El noi de la mare (per a quartet de corda, 1913), L'estudiant de Vic (glossa per a cor mixt, 1925), Nou cançons populars catalanes (per a veu i piano, 1933), Dotze cançons populars infantils (en català i en castellà, per a veu i piano, 1941), Set cançons populars catalanes (per a cor mixt, 1952), Doce canciones populares españolas
- Diaris: Impressions incoherents de la meva vida frívola a Barcelona (Total, res!). Un dietari, Barcelona: Quaderns Crema, 2014.

## Llegat

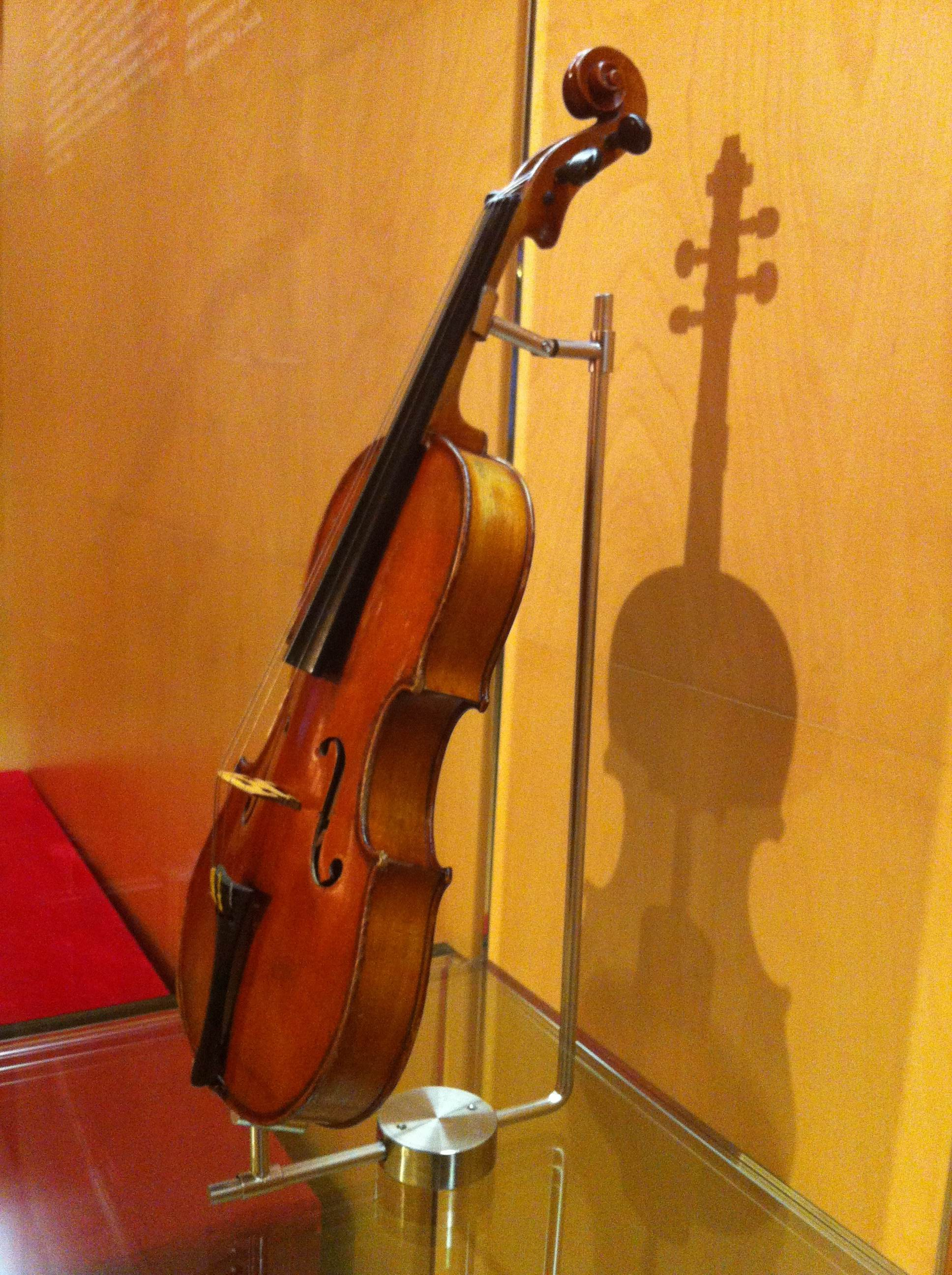
Violí d'Eduard Toldrà, MDMB 11266, Museu de la Música de Barcelona

- Documents personals i partitures: es conserven a la Biblioteca de Catalunya.
- Documents personals: A la Biblioteca Museu Víctor Balaguer s'hi poden trobar documents i arxius personals i artístics sobre la seva vida i obra.

- Violins: Es conserva un dels seus violins al fons de la col·lecció del Museu de la Música de Barcelona. En la seva activitat de concertista de violí, Toldrà feia servir un instrument fet en el segle xviii al taller dels Bergonzi, lutiers de Cremona deixebles dels Stradivari. Aquest instrument, actualment en parador desconegut, havia estat abans propietat del germà de Gaspar Cassadó, el malaguanyat violinista Agustí («Tin») Cassadó, mort prematurament l'any 1915. En tot cas, el violí de Toldrà que va ingressar el 2012 en el fons del Museu de la Música de Barcelona, coincidint amb el cinquantenari de la seva mort, és el seu primer instrument, el «mig-violí» amb el qual va començar a estudiar i amb el qual va fer els seus primers recitals a la seva ciutat de Vilanova i la Geltrú. Aquesta peça va estar donada a la institució per Narcisa Toldrà, la filla del músic, arran dels actes commemoratius d'aniversaris musicals del 2012. L'instrument —malauradament sense nom de constructor— és el mateix amb el qual apareix Toldrà en alguna de les fotografies de la seva infantesa i amb el qual el seu pare i primer mestre, el polifacètic Francesc Toldrà (1859-1931) el va presentar en públic quan tot just tenia set anys, el dia 1 de novembre del 1902.

### El Premi Eduard Toldrà
En homenatge al músic vilanoví, la Generalitat de Catalunya convocà el 1982 el «Premi Eduard Toldrà» per a composicions per a una veu solista i quartet de corda, estructurades sobre textos originals en llengua catalana que es concedí el 1983 a Xavier Turull per Rere del Mur, amb un accèssit a Josep Soler i Sardà per Quart Cant de Mort. Semblà que s'atorgà novament el 1995, a Alicia Coduras per Quartet Toldrà.

### La Camerata Eduard Toldrà
La Camerata Eduard Toldrà és l'orquestra resident a l'Auditori Eduard Toldrà de Vilanova i la Geltrú.